# Dynasty Warriors (videogioco 2004)
Dynasty Warriors, in Giappone Shin: Sangoku musō (真・三國無双?), è un videogioco per PlayStation Portable della serie Dynasty Warriors, creata dall'azienda di produzione di videogiochi Koei. Il videogioco è stato pubblicato il 16 dicembre 2004 in Giappone, il 16 marzo 2005 in America del nord ed il 1º settembre 2005 in Europa.